# Bîrzulove, Novomîrhorod
Bîrzulove (în ucraineană Бирзулове) este un sat în orașul raional Novomîrhorod din regiunea Kirovohrad, Ucraina.

## Demografie
Componența lingvistică a localității Bîrzulove
     Ucraineană (88,32%)
     Rusă (11,68%)
Conform recensământului din 2001, majoritatea populației localității Bîrzulove era vorbitoare de ucraineană (88,32%), existând în minoritate și vorbitori de rusă (11,68%).